# 宝塚コドモアテネ
宝塚コドモアテネ（たからづかコドモアテネ）は、宝塚音楽学校がその設備と講師陣を活用して、声楽・バレエ・日本舞踊のレッスンを行う日曜教室である。コドモアテネの生徒の中には、宝塚音楽学校受験を希望する者も多く、多くの生徒が宝塚歌劇団への入団を果たしている。

## 概要
「兒童の藝術的陶冶と正しき成長を期して」、1932年（昭和7年）に宝塚音楽歌劇学校（現・宝塚音楽学校）内に創設された。
- 名称：宝塚音楽学校付属　宝塚コドモアテネ
- 目的：音楽・舞踊等の指導により子供達に明るさと楽しさを与え社会性を養う。
- 指導科目：声楽（制服で行う）・バレエ（レオタードを着用）・日本舞踊（浴衣を着用）
- 指導講師：宝塚音楽学校のスタッフ
- 稽古場所：宝塚音楽学校の専門教室
- 指 導 日：5月から毎週日曜日 9月から祝日も
- 指導時間：午前9時30分より午後2時40分まで

## 募集要項
- 募集人員：新規募集人員は約40名
- 入学資格：小学校4年生から中学校2年生までの女子。

（継続の場合は中学校3年生まで）
- 願書発売日：11月20日前後
- 願書受付：3月1日～3月25日前後
- 入学手続：4月1日前後（応募者多数の場合は抽選）
- 入学式：5月3日前後
- 入学金：35,000円（継続の場合は10,000円）
- 授業料：月額15,000円

## 主な出身者

### 宝塚歌劇団関係者
- 淡路通子（元花組・星組組長、宝塚歌劇団演技講師）
- 乙羽信子
- 染川佐保子
- 瞳うらら
- 雪城美沙子（元星組娘役）
- 甲にしき（元花組トップスター）
- 榛名由梨（元花組・月組トップスター）
- 真矢みき（元花組トップスター）
- 出雲綾（元宙組・月組組長）
- 夏河ゆら（元月組組長）
- 貴柳みどり（元宙組副組長）
- 匠ひびき（元花組トップスター）
- 樹里咲穂  (元専科男役スター)
- 汐美真帆  (元星組男役スター)
- 彩吹真央（元雪組二番手男役スター）
- 悠真倫 (専科男役スター)
- 天勢いづる (元雪組娘役スター)
- 音花ゆり (元星組娘役スター)
- 鳳翔大  (元雪組男役スター)
- 大湖せしる  (元雪組娘役スター)
- 舞羽美海（元雪組トップ娘役）
- 早乙女わかば  (元月組娘役スター)
- 水美舞斗 (専科男役スター)
- 伶美うらら(元宙組娘役スター)
- 天彩峰里(宙組娘役スター)
- 春乃さくら(宙組トップ娘役)
- 鳳真斗愛(星組男役スター)
- 二葉ゆゆ(花組娘役スター)
- 伶愛輝みら(花組男役スター)

### その他
- 富司純子（女優、司会者）[2]
- 松川浩子（毎日放送アナウンサー）